# Léonce Perret cinématographiste

Léonce Perret cinématographiste est un livre de Daniel Taillé paru en mars 2006  (ISBN 2952612803).
Ce documentaire retrace la carrière de Léonce Perret, un auteur réalisateur de films jusqu'en 1935, date de son décès.
Ce livre est une biographie ainsi qu'une liste presque exhaustive de plus de 400 films joués, réalisés ou produits par le cinéaste. De plus ce livre est le fruit d'un travail de recherche historique puisque c'est la première œuvre complète au sujet de Léonce Perret.
Les différentes parties de la vie de Léonce Perret sont détaillées : son enfance, ses débuts dans le théâtre, son travail à la Gaumont, sa période aux États-Unis, ses années de grand succès en tant que producteur, sa liaison avec sa femme Valentine Perret, etc. Ce livre contient une préface de l'auteur, réalisateur et producteur Jacques Richard.
Daniel Taillé a déjà publié Un siècle de spectacle cinématographique en Deux-Sèvres (2000), La saga des Clouzot et le cinéma - 1re époque (2007) et L'Olympia-Palace : 100 ans de spectacle niortais (2009).

## Récompense
- Prix Pascal-Talon en 2006